# Lac Solaire
Le lac Solaire (arabe : بركة الشمس Birkat asch-Schams) est un lac salé héliotherme situé à Taba en Égypte à proximité de la mer Rouge, à environ 18 km au sud d'Eilat dans la péninsule du Sinaï qui, en raison de son emplacement particulier et de sa forte teneur en sel, agit comme un capteur solaire et génère les températures de l'eau les plus élevées jamais mesurées dans un lac salé sur terre.

## Description
De dimensions modestes (140 m sur 50 m, avec une profondeur de 4 à 6 m selon les saisons) et de forte salinité, il est le siège de phénomènes physiques et biochimiques complexes liés aux cycles d'évaporation et d'infiltration du site. A certains moments de la journée, par défaut de convection, l'eau de profondeur est nettement plus chaude que l'eau de surface. Il abrite une faune et une flore spécifiques dont notamment des stromatolithes.
La nuit, le mètre supérieur de l'eau de surface perd de la chaleur au profit de l'air froid du désert, mais isole la couche inférieure. La couche inférieure isolée continue à gagner de l'énergie solaire chaque jour et à accumuler de la saumure plus lourde qui s'écoule vers le fond. Le lac Solaire accumule les eaux chauffées par le soleil dont la température est parmi les plus élevées de tous les lacs : certaines couches peuvent atteindre un maximum de 60,5 °C à 2,5 à 3 m de profondeur, températures que seuls certains lacs géothermiques peuvent égaler. En raison de la forte stratification pendant certaines périodes, les gradients thermiques peuvent atteindre 18 °C par mètre.
En été, le lac change et le mélange thermique et en salinité est plus important. Le temps de séjour de l'eau dans le lac est estimé de 5,5 à 6 mois
Ce lac, qui existe depuis environ 4600 ans, possède des propriétés hydrographiques, chimiques et biologiques particulières, qui font actuellement l'objet de recherches dans le but de développer de nouvelles méthodes pour la production d'eau chaude et d'électricité par l'énergie solaire.
Dans le lac, les stromatolithes croissent extrêmement lentement. En raison du rayonnement solaire et de l'énergie solaire, des cristaux se forment dans l'eau salée, appelés monohydrocalcites et autres carbonates, qui sont déposés sous forme de tapis d'environ un mètre d'épaisseur. Ces conditions environnementales sont la condition préalable à la formation de stromatolites en combinaison avec des cyanobactéries.